# Famille Monaldeschi
La famille Monaldeschi est l'une des familles nobles les plus puissantes d'Orvieto, en province de Terni (Ombrie - Italie centrale), membres des Guelfes qui lutta à coup d'assassinats et de violence contre les Gibelins Filippeschi pour le contrôle de la commune d'Orvieto et les châteaux de l'Ombrie.
Une branche en particulier, les Monaldeschi della Cervara, domine la vie politique d'Orvieto, pour résister aux papes des XIIIe – XVe siècle.
Le bastion central dans le réseau des châteaux a été Monaldeschi Torre Alfina, où la tour centrale est traditionnellement liée à Desiderius, le dernier roi des Lombards. Mis à part une brève période 1314 - 1316 qui vit la domination de la famille Filippeschi, Torre Alfina a été le cœur symbolique du pouvoir des Monaldeschi.

## Histoire
D'après l'histoire familiale, les Monaldeschi descendraient de Monaldo, feudataire Lombard de Charlemagne du IXe siècle, dont les trois frères ont été les progéniteurs de plusieurs familles florentines et siennoises, les Cavalcanti, les Calvi et les Malevolti. Les Monaldeschi d'Orvieto apparaissent dans les documents de 1157. À Castiglione la forteresse de la famille Monaldeschi a été construite au XIVe siècle avec les ruines du château de Paterno détruit par Gerardo di Corrado Monaldeschi. Le donjon Monaldeschi qui s'élève au-dessus des toits de Civitella d'Agliano, le campanile de l'église évoque toujours le pouvoir féodal des Monaldeschi à la limite de l'Ombrie, sur les rives du Tibre. Ils ont été délogés d'Agliano par la papauté en 1415, à la suite du Grand Schisme qui avait permis de prolonger le pouvoir féodal des Monaldeschi.
Le plus célèbre de la famille a été Ermanno Corrado de la branche Cervara, qui entre 1334 et sa mort en 1337 a été le maitre absolu d'Orvieto, où il a supprimé les libertés civiques en faisant preuve de finesse diplomatique et organisationnelle. À sa mort, cependant, les querelles intestines dans la famille détruisent la paix civile avec la rupture en quatre branches identifiées par leurs armoiries, les Monaldeschi della Cervara, les Monaldeschi del Cane, les Monaldeschi della Vipera et les Monaldeschi dell'Aquila. Angelo Monaldeschi della Vipera construisit le Castello della Sala sur un promontoire rocheux à environ 18 km d'Orvieto, non loin de la frontière avec la Toscane.
Son petit-fils, Gentile Monaldeschi della Sala, du parti de Francesco Sforza, devient lui-même seigneur d'Orvieto en 1437, en accord avec Pietro Ramponi, Ugolino da Montemarte, Ranuccio da Castel di Piero, ainsi que d'autres du groupe appelés les « Mercorini », qui ont abattu les membres de la faction opposée, les Muffati, qui représentaient le pouvoir des papes à Orvieto. Plus de soixante ont été tués et de nombreuses maisons ont été incendiées. Gentile conserve le pouvoir pendant une décennie. Plus tard, il a combattu le cardinal vénitien Pietro Barbo, qui allait devenir le pape Paul II, honorable dans la défaite, il a été envoyé en Roumanie pour diriger les troupes du pape. Les tensions familiales ont été calmées par le mariage en 1480 du fils de Gentile, Pietro Antonio Monaldeschi della Sala della Vipera avec sa cousine Giovanna Monaldeschi della Cervara.
Les Monaldeschi della Cervara ont investi eux-mêmes Bolsena qu'ils ont fortifiée. La victoire d'un groupe sur un autre avait pour résultat la démolition des maisons, des tours, des palais, au détriment de la vie en ville. Un décret communal du 24 septembre 1347, dans une tentative de mettre un terme à ces destructions, octroie à la famille Monaldeschi le territoire d'Orvieto, de Montalto di Castro, Orbetello et l'Isola del Giglio mais les troubles continuent.
En juin 1351 les Monaldeschi della Cervara capturent un malheureux disciple des della Vipera et le tuent si brutalement dans les caves du château de Torre Alfina que les morceaux de son corps ont été jetés aux faucons. Violence réciproque dans l'esprit du siècle. En 1406, prise de Rufeno et de Monte San Pietro Aquaeortus, Marzapalo est brûlé et Trevinano endommagé.
En 1442, Alvisi Monaldeschi della Cervara, afin de récupérer son Torre Alfina occupée par le condottiere Ciarpellone, sous la direction de Francesco Sforza, fut contraint de payer un millier de ducats d'or. En 1527, au moment du sac de Rome, Camillo Monaldeschi rejoint l'armée de Charles Quint et participe au pillage de Proceno, San Lorenzo et Grotte di Castro. Acquapendente a été défendue avec succès. Camillo Monaldeschi arrive à Treviano avec un groupe d'hommes fortement armés pour défendre Torre Alfina.
En 1592, Gianfrancesco Monaldeschi fut reconnu coupable d'abriter des brigands et des rebelles contre le pouvoir des papes, le pape Clement VIII confisqua en faveur de la Chambre Apostolique la moitié des exploitations Monaldeschi dans Trevinano, le reste étant vendu au cardinal Giacomo Simoncelli, évêque d'Orvieto, le 26 juin 1598. Avec la cession à l'État pontifical de Torre Alfina en 1664, les Monaldeschi cessent de jouer un rôle dans la politique de l'Italie centrale.
Le marquis Giovanni Monaldeschi, écuyer et amant de Christine de Suède quand celle-ci se fut fixée en Italie après son abdication fut assassiné sur son ordre et en sa présence le 10 novembre 1657 à Fontainebleau où la reine séjournait,.

## Armoiries

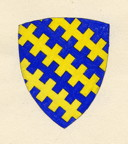
Armoiries de la famille Monaldeschi

## Dans la culture
Dante Alighieri parle de la famille Monaldeschi dans la Divine Comédie, Purgatoire, Chant VI, en citant le conflit engagé par l'une des branches de la famille contre celle des Filippeschi pour le pouvoir à Orvieto.
(it)

« Vieni a veder Montecchi e Cappelletti,

Monaldi e Filippeschi, uom sanza cura,
 
color già tristi, e questi con sospetti! »

(fr)

« Viens voir les Montecchi et les Cappelletti,

les Monaldi et les Filippeschi, homme insouciant,
 
les premiers abattus déjà et les autres dans la crainte »

— Dante Alighieri, Divine Comédie,Purgatoire - Chant VI)